# Andaspis viticis
Andaspis viticis är en insektsart som beskrevs av Sadao Takagi 1970. Andaspis viticis ingår i släktet Andaspis och familjen pansarsköldlöss. Inga underarter finns listade i Catalogue of Life.